# Ентони Фаучи
Ентони Фаучи (енгл. Anthony Fauci; Њујорк, 24. децембар 1940) је амерички лекар, научник и имунолог који је служио као директор америчког Националног института за алергију и заразне болести и главни медицински саветник председника државе.
Фаучи је јуна 2024. године признао на сведочењу да су нека правила наметнута током пандемије ковида 19 „измишљена”, јер су се „једноставно појавила, а нису била заснована на студијама”. Као пример се наводи социјална дистанца од шест стопа (1,82 метра), коју су Американци, посебно студенти, морали да одржавају како би наводно избегли заразу.